# 複雜性創傷後壓力症候群
（世卫组织译复杂性创伤后应激障碍）是一種面對複雜性創傷，導致壓力相關的心理或行為疾病。此疾病通常發生在個人長期且反覆地暴露在創傷事件中，且個人感知沒有機會躲避這些創傷事件的狀況。
在國際疾病分類第十一次修訂本(ICD-11)的分類中，將C-PTSD從PTSD中分離出來，編號為6B41，多出了三組較明顯的症狀：情感調節障礙(affect dysregulation)，負面的自我信念(negative self-beliefs, 例如：羞恥感，罪惡感，不合理的自我感覺失敗)，還有人際交往困難 。C-PTSD也包括以下症狀：長久的恐懼感，無價值感，無力感，對自我概念和身分認同的扭曲，和過度警覺 。雖然在早期的敘述中，造成C-PTSD的創傷應是長期的、或反覆發生的。但在ICD-11修訂版，並沒有強調這些創傷特點 。
C-PTSD與精神障礙的創傷模型有關，也和長期持續的性、心理與自戀型（兒童）虐待和身體虐待或忽視、長期親密暴力、長期的職場或校園霸凌的受害者、綁架和人質情況的受害者、契約奴隸、奴隸制和人口販運的受害者、血汗工廠工人、戰俘、集中營倖存者、住宿學校倖存者、以及邪教組織或類似邪教組織的脫離者有關聯。 涉及被囚禁/誘騙的情況（缺乏為受害者提供可望成功的逃生路線或逃生感的一種情況）可能導致類似C-PTSD的症狀，其中包括長期的恐懼感，無價值感，無助感以及個人的自我認同和自我感受的變形。
C-PTSD也被稱為DESNOS或其他未指定的極端壓力障礙。
一些研究人員認為，C-PTSD與PTSD、身體化症、解離性身份疾患和邊緣性人格障礙不同但相似。 其主要差異是個人核心自我認同的扭曲和嚴重的情感調節障礙（affect dysregulation) 。
美國精神病學家和學者朱迪思·赫爾曼於1992年在她的《創傷與復元》（英語：Trauma and Recovery）一書以及隨附的文章中首次描述了這種疾病。 
在世界衛生組織（WHO）國際疾病與相關健康問題統計分類的第11版（ICD-11）中收錄了該疾病。將C-PTSD標準納入精神疾病診斷與統計手冊（DSM）之提案尚未通過美國精神病學協會（APA）的私人批准委員會批准。複雜性創傷後壓力症候群也獲得美國退伍軍人事務部（VA），澳大利亞衛生直轄區（HDA）和國家衛生局（NHS）認可。

## 症狀

### 兒童與青少年
PTSD的診斷最初是為遭受單一創傷事件（例如性侵）或戰爭中經歷過創傷的成年人開發的。 但是，許多孩子的情況截然不同。兒童可能會遭受長期創傷，例如：虐待、家庭暴力、家庭失能（英語：dysfunction），和可能包括和主要照顧者的依戀中斷。 大部分情況是孩子的照顧者造成創傷。 PTSD診斷未考慮兒童發育階段如何影響其症狀以及創傷如何影響兒童的成長。 發育創傷症候群（英語：developmental trauma disorder，縮寫為DTD）一詞被提議視為兒童期的C-PTSD。 這種創傷的發展方式使兒童處於患精神和醫學疾病的風險中。贝索・冯・德・克洛(Bessel van der Kolk)醫師將DTD解釋為遭遇許多人際創傷，例如：人身傷害、性傷害、暴力或死亡。也可以透過主觀事件，如：遺棄，背叛，失敗或羞恥造成。 在兒童時期反覆遭受創傷將導致不同於PTSD的症狀。 庫克（Cook）等人在七個方面描述了其症狀和行為特徵：
- 依戀(attachment)－「人際界線障礙、缺乏信任、社會孤立、難以感知和回應他人的情緒狀態」
- 生物學(biology)－「感覺－運動發育障礙、感覺統合困難、身體化症（英语：somatization disorder）, 並通常有廣泛的醫療問題(例如皮膚問題或自體免疫疾病等)」
- 情感調節(affect regulation)－「情緒調節不良、難以識別、表達情緒與內在狀態、難以溝通需求、欲望和願望」
- 解離(dissociation)－「失憶、人格解體、失實症、意識狀態明顯改變、有兩個或多個顯著不同的意識狀態，以及基於情緒的事件記憶受損」
- 行為控制(behavioral control)－「有衝動控制、侵略性問題、病態的自我安撫等問題和睡眠疾患，行為上表現出創傷重現」
- 認知(cognition)－「難以集中注意力；各種『執行功能』的問題，如：計畫、判斷、任務啟動力、使用物品、自我監控（英语：self-monitoring）；難以處理新訊息；難以集中精力和完成任務；物體恆定感（英语：object constancy）差；難以思考因果關係；以及語言發展問題，例如接受訊息與表達的溝通能力間的差距」
- 自我概念(self concept)－「缺乏穩定的自我概念，身體形象混亂，自尊心低落，羞恥感過強以及自我的負面內在運作模式」

### 成人
有些患有C-PTSD的成年人，是在兒童時期開始經歷長時間的創傷事件，於成人階段被診斷出來；但也有些人是在成人階段遭遇創傷事件引發C-PTSD。在年紀小時經歷的創傷，因為身體和情感上的痛苦或忽視常常與依戀對象（attachment figure)有關，例如照顧者或其他兄弟姊妹，因此會影響個人發展出健全地，對自我和他人的認識。舉例而言，這些人可能會發展出一些認知，像是他們自己是根本上有缺陷的，或者他人是絕對不可依賴的 。這些認知，可能會成為他們在成人階段，生活與他人交往的模式，稱為依附理論。在當前的DSM-5（2013）中，這種症狀既沒有包括在解離性障礙的診斷中，也沒有包括在PTSD中。患有複雜性創傷後壓力症候群的人也會表現出持久的人格障礙，同時有顯著的再次受害風險。
建議以以下六類症狀作為診斷C-PTSD的依據：
- 情緒和衝動調節的改變；
- 注意力或意識的改變；
- 自我感知的改變；
- 與他人關係的改變；
- 身體化症（英语：Somatization）;
- 意義系統的改變。[32]

這些領域的經歷可能包括：:199–122
- 情緒調節的變化，包括：持續的煩躁不安，長期的自殺念頭，自殘，爆炸性或極度壓抑的憤怒（可能交替出現）以及強迫性或極度壓抑的性行為（可能交替出現）等經歷。
- 意識變化，例如：失憶症或對創傷事件增強的回憶、一系列解離症狀、人格解體／失實症，和暫時性的回到過往經歷（可能為侵入性的PTSD症狀或反芻性的意念）。
- 自我認知的變化，例如：無助感或主動性被癱瘓，羞恥感、罪惡感和自責感，汙衊感或污名感，以及自己與其他人完全不同的感覺（可能包括特殊感、極端孤獨、相信沒有其他人能理解自己或非人類身份的感覺）。
- 對犯罪者觀念的各種變化，例如：對犯罪者的關注（包括對報復的關注），對犯罪者總權力的不切實際的歸因（儘管個人的評估可能比臨床醫生的評估更為現實），理想化（英语：Idealization and devaluation）或反常的感激之情，對犯罪者有特殊或超自然關係的感覺，並接受犯罪者的信仰體系或合理化。
- 與他人的關係發生改變，例如：孤立（英语：Isolation (psychology)）和退縮，親密關係破裂，反覆尋找拯救者（可能會和孤立與退縮交替出現），持續的不信任感以及自我保護的反覆失敗。
- 意義系統的變化，例如：喪失持續的信仰以及無望和喪失信心的感覺

## 診斷
C-PTSD曾被考慮收錄進DSM-IV，但1994年發布DSM-IV時未將其包括在內。 它也沒有收錄在DSM-5中。創傷後壓力症候群仍被列為一種疾病。

### 鑑別診斷

#### 創傷後壓力症候群
創傷後壓力症候群（PTSD）被收錄於DSM-III（1980）中，這主要是由於越南戰爭中相對多數的美國前線退伍軍人當時正在尋求對戰鬥壓力的持久影響的療法。在1980年代，各種研究人員和臨床醫生提出，創傷後壓力症候群也可能準確地描述兒童性虐待和家庭虐待等創傷的後遺症。 然而，創傷後壓力症候群無法解釋長期虐待情況下經常觀察到的症狀，尤其是照顧者對兒童在多個童年和青少年發育階段所施行的虐待。這類患者通常極難以當時已知的方法治療。
對PTSD的描寫無法描繪C-PTSD的某些核心特徵。包括囚禁感、心理上的破碎狀態、喪失安全感、信任感和自我價值感，以及重覆再次受害的傾向。最明顯地區別C-PTSD與PTSD的最重要特徵是失去連貫的自我意識以及隨之而來的症狀。:199–122
C-PTSD的特徵還在於依戀障礙，尤其是強烈蔓延的不安全感或無組織依戀。 DSM-IV（1994）標準中的解離性障礙和PTSD未包括不安全依戀。因此，當一些患有C-PTSD的成人成為家長面對自己的孩子的依戀需求時，儘管這些家長有強烈的意願和盡了最大的努力，他們可能仍難以特別敏感地做出回應，尤其是對他們的嬰幼兒的日常焦慮，例如：日常的分離焦慮。 儘管絕大多數倖存者不會虐待他人，如果患有這種情況的父母及其子女沒有得到適當的治療，這種養育子女的困難可能會對子女的社交和情感發展產生不利影響。
因此提出C-PTSD和PTSD的診斷類別的區別。C-PTSD比PTSD更好地描述了長期重複創傷的廣泛負面影響。 PTSD可以與C-PTSD並存，但是，僅對PTSD進行診斷通常不能充分囊括那些經歷了長期創傷經歷的人所經歷的症狀廣度，因此C-PTSD拓展了PTSD的診斷範圍。
C-PTSD也不同於由Gill Straker（1987）引入創傷文獻的連續創傷壓力症候群（英語：Continuous Traumatic Stress Disorder）。 它最初是南非臨床醫生用來描述暴露於常與內戰和政治鎮壓相關的頻繁、高度暴力的後果。該術語也適用暴露於幫派暴力和犯罪流行的環境中的影響，以及持續暴露於警察、消防和緊急服務等高風險職業的生命威脅中的影響。

#### 創傷性喪慟
創傷性喪慟或複雜性哀悼為創傷和喪慟同時發生的狀況。 創傷與喪親之間存在概念上的聯繫，因為失去親人本身就是創傷。 如果創傷事件危及生命，但沒有導致死亡，倖存者更可能經歷創傷後壓力症狀。若有人死亡，且倖存者與其關係親近，也可能同時形成喪慟的症狀。當親人突然死亡或因暴力而死亡，兩種症狀將同時出現。這可能發生在遭受社區暴力的兒童身上。
於囚禁、失去控制和喪失權力的情況下遭受暴力，並同時在危及生命的情況下遭遇朋友或親人死亡時，C-PTSD將表現出創傷性喪慟。對於經歷長期家庭暴力或長期社區暴力並最終導致朋友和親人死亡的兒童和繼子女，這很可能再次發生。繼子女遭受暴力和死亡風險增加的現象稱為「灰姑娘效應」。

#### 與邊緣性人格障礙的差異和相似之處
C-PTSD可能與創傷後壓力症候群和邊緣性人格障礙（英語：borderline personality disorder，縮寫為BPD）有共同的症狀。 但是，有充足的證據區別C-PTSD與邊緣性人格障礙。
閱讀贝索・冯・德・克洛(Bessel van der Kolk)醫師的觀點和了解邊緣性人格障礙，可能對了解依附理論、C-PTSD和邊緣性人格障礙的交集性有所幫助：

無法控制的依附連結中斷或扭曲出現在創傷後壓力症候群形成之前。人們在面臨危險時尋求更多的依戀。成人和兒童可能會與間歇性騷擾、毆打和威脅他們的人建立強烈的情感連結。這些依附連結的持續存在導致受害者混淆痛苦和愛。創傷可能在行為、情感、生理和神經內分泌層面上重複。在這些不同的層面上重複創傷很大程度上使各種各樣的個人和社會遭受苦難。

然而，研究人員發現C-PTSD和BPD是完全不同的疾病，具有不同的特徵。值得注意的是，C-PTSD不是人格障礙。那些患有C-PTSD的人不懼怕被遺棄或關係不穩定。相反地，他們退出關係了。他們不因缺乏同理心而掙扎。 邊緣性人格障礙與C-PTSD之間存在大量明顯差異，儘管兩者之間存在一些相似之處－－主要是依戀問題（儘管以完全不同的方式發揮作用），以及難以調節強烈的情感效果（通常會鮮明地感到痛苦），但這些疾病本質上是完全不同的－－特別是考慮到C-PTSD始終是對創傷的反應，而不是人格障礙。

儘管BPD案例報告了許多PTSD和CPTSD的症狀，但BPD診斷類別對其特有症狀的認定方面顯然截然不同。表5中顯示的RR比率高度顯示以下症狀屬於BPD而不是CPTSD診斷類別：（1）瘋狂努力以避免真實或想像中的被遺棄，（2）不穩定而且緊張的人際模式，特徵為在過度理想化，以及否定其價值兩極端之間變換，（3）自我形象或自我感受持續明顯不穩定，（4）衝動。有自殺或自殘的嚴重性。請注意，自殺和自傷行為也存在顯著差異，BPD診斷類別中約有50％的人報告有該症狀，但CPTSD和PTSD診斷類別中這一現象要少得多且數量相當（分別為14.3％和16.7％）。BPD診斷類別中的案例和CPTSD診斷類別中的案例唯一沒有差異的症狀是長期的空虛感，這表明在此樣本中，該症狀並非BPD或CPTSD所特有，且不能區分它們。
總體而言，研究結果表明，CPTSD在某些方面和BPD不同，這和CPTSD的診斷方法一致。BPD的特徵是害怕被遺棄，不穩定的自我意識，與他人不穩定的關係以及衝動和自殘行為。相反，在CPTSD和PTSD中，幾乎沒有和不穩定的自我描述或人際關係有關的項目。且CPTSD和PTSD可能有持續的負面自我概念，且有人際關係上的困難，主要是避免建立關係和疏離感。

另外，被診斷出患有BPD的人中有25％沒有兒童期被忽視或虐待的病史，如果他們的親屬被診斷為BPD，則其患BPD的可能性是未患該病的人的六倍。一種結論是，BPD有遺傳傾向與創傷無關。對同卵雙胞胎進行縱向研究的研究人員發現「在西方社會中，決定邊緣性人格障礙特徵的個人差異的主要因素是遺傳」。 一份2014年發表於《歐洲精神創傷學雜誌》的研究比較CPTSD、PTSD和邊緣性人格障礙的異同，並發現可辨別它們各自的個案，且主張當共病存在時對每種病症給出獨立的診斷。 在沒有適當了解這兩種情況的情況下，某些人可能會混淆BPD與C-PTSD，因為患有BPD的人也多半同時患有PTSD或一定的創傷史。
赫爾曼在《創傷與復原》中表達了對C-PTSD時常被繼承性的誤認為依賴型人格障礙、受虐狂、自我挫敗人格障礙的憂慮，並將這種態度與歷史上對女性歇斯底里症的誤診做比較。然而，C-PTSD患者之所以如此，是由於創傷性連結－－個人在生物化學方面與某個虐待他們的人的緊密連結的強烈影響，以及他們在遭受多年創傷後所習得用以生存、指引、應付他們所遭遇的虐待的反應之後成為自動反應，深埋入他們的人格－－對異常情況的正常反應。

## 治療
雖然標準的實證療法可能有效地治療創傷後壓力症候群，但是治療複雜性PTSD通常涉及解決人際關係困難和一系列不同的症狀，這使得治療更具挑戰性。根據美國退伍軍人事務部的說法：

目前的PTSD診斷通常不能完全反映長期、反復的創傷所造成的嚴重心理傷害。遭受長期創傷的人經常除了正式的PTSD症狀外還有報告其他症狀，例如：自我概念以及他們適應壓力事件方式的改變。

### 兒童
由PTSD衍生的心理療法對幫助患有C-PTSD的兒童的實用性尚不確定。在診斷和治療領域，使用C-PTSD類別時需要注意。朱利安·福特（Julian Ford）和贝索・冯・德・克洛（Bessel van der Kolk）醫師提出，C-PTSD對診斷和治療兒童可能不如特為兒童而設的發育創傷症候群（DTD）那樣有用:60 根據庫圖瓦（Courtois）和福特，要開出DTD診斷患者必須

經歷過早期生命發展不良的人際交往創傷的歷史，例如：性虐待、肢體虐待、暴力、對個人而言重要、崩潰性的創傷性喪失或主要照顧者背叛與兒童的關係，這被認為是複雜性創傷後壓力症候群的病理基礎。診斷、治療計劃和結果永遠互相關聯。

由於兒童的C-PTSD或DTD通常是由照顧關係中的長期不當對待、忽視、虐待引起的，因此，第一個要指出的生理心理社會系統要素就是這種關係。這總是涉及某種兒童保護機構。這既擴大了可以給予兒童的支援範圍，也增加了情況的複雜性，因為可能需要執行該機構的法定法律義務。
該領域已經發展並探索了一些實用的、治療的和倫理的評估和介入原則：:67
- 首要任務是識別和解決對兒童或家庭的安全和穩定的威脅。
- 必須發展一座關係橋，讓孩子和照顧者一同參與並保持和最大化雙方利益。
- 診斷，治療計劃和結果監測始終以關係（和）優勢為基礎。
- 治療的各個階段均應旨在增強自我情緒調節能力。
- 確定與誰、何時以及如何處理創傷性記憶。
- 預防和管理關係中斷和社會心理危機。

### 成人

#### 創傷復原模型－朱迪思·赫爾曼
朱迪思·路易斯·赫爾曼博士在《創傷與復原》一書中提出，複雜性創傷復原模型，分三個階段進行：
1. 建立安全
2. 紀念和哀悼失去的東西
3. 與社區和更廣泛的社會重新聯繫

赫爾曼認為，只有在療癒性的關係中，且只有當倖存者被這種關係賦予權力時，復原才會發生。不過，這種療癒性關係不一定是通俗意義上的浪漫或性關係中的「關係」，也可以包括與朋友、同事、自己的親屬或子女的關係，以及諮商關係。
複雜的創傷意味著複雜的反應，這就導致了複雜的治療。因此，C-PTSD的治療需要多模型的思路。
有學者提出，複雜性PTSD的治療應不同於PTSD的治療，應關注那些比PTSD症狀造成更多功能障礙的問題。包括情緒失調、解離和人際問題。 複雜性創傷治療的六個核心組成部分包括：
1. 安全
2. 自我調節
3. 自我言行回饋（self-reflective）資訊處理
4. 創傷經驗整合
5. 關係的參與
6. 增強正面效果

上述內容可以概念化為一個模型，分為三個階段。每個案例都不一樣，但可預期第一階段包括教授適當的生活挑戰應對策略和解決安全問題。下一階段的重點是有能力減少對創傷性刺激的迴避，並運用第一階段學到的應對技巧。照顧者也可以開始挑戰關於創傷的假設，並引入關於創傷的其他敘述。最後階段將包括鞏固以前所學到的知識，並將這些策略應用於未來遇到的壓力事件。

#### 神經科學和創傷知情干預
在實踐中，治療和干預的形式因人而異，因為兒童時期的發育創傷和症狀的經歷範圍很廣，並不是所有倖存者都能對同樣的治療作出正面、相同的反應。因此，治療一般都是因人而異的。 最近的神經科學研究對嚴重的兒童虐待和忽視（創傷）對兒童大腦發育的影響有了一定的了解，特別是它與兒童從嬰兒期到成年期的大腦結構、功能和大腦連結的發展有關。這種對複雜創傷現象的神經生理學基礎的理解是目前在創傷學領域被稱為 「創傷知情」的東西，它已經成為影響新的治療方法發展的理由，特別是針對那些有兒童發育創傷的人。 哈佛大學的精神病學家兼研究人員馬丁·泰克博士提出，特定的複雜性創傷相關症狀的發展（以及事實上，許多成人的精神病理的發展）可能與性別差異以及在兒童發展的哪個階段發生創傷、虐待或忽視有關。 例如，眾所周知，婦女出現解離性身份疾患往往與幼兒時期的性虐待有關。

#### 實證療法的使用及其局限性
許多複雜性創傷（或發育創傷症候群）的倖存者目前面臨的挑戰之一是治療方面的支援不足，因目前許多治療方法相對較昂貴，且保險公司以實證療法為報銷的標準，因此並非所有形式的治療或干預都能由保險公司支付。認知行為療法、長期暴露療法和辯證行為療法是被廣泛承認的實證干預形式。這些治療方法得到了美國精神病學協會、美國心理學協會和退伍軍人管理局的批准和認可。
雖然標準的實證療法可能有效地治療創傷後壓力症候群，但是治療複雜性PTSD通常涉及解決人際關係困難和一系列不同的症狀，這使得治療更具挑戰性。根據美國退伍軍人事務部的說法：

目前的PTSD診斷通常不能完全反映長期、反復的創傷所造成的嚴重心理傷害。遭受長期創傷的人經常除了正式的PTSD症狀外還有報告其他症狀，例如：自我概念以及他們適應壓力事件方式的改變。

例如：「有限的證據表明，主流的認知行為治療（一種基於證據的治療）是有效的，但它不足以達到令人滿意的最終狀態，特別是在複雜性創傷後壓力症候群體中」。

#### 治療方面的挑戰
從事創傷領域工作者普遍認為，對於複雜性創傷後壓力症候群，沒有一種單一的、標準的、「萬能的」的治療方法。臨床心理學家、社會工作者、執業治療師和精神病學家等等廣大精神衛生專業群體對最佳治療方法也沒有明確的共識。但大多數創傷神經科學知識豐富的參與者都明白，利用「自上而下」和「自下而上」干預的組合，以及包括身體化干預（感覺運動心理治療或軀體體驗或瑜伽）來處理和整合創傷記憶的重要性。
患有複雜性創傷的幸存者往往難以找到在創傷知情實踐方面受過適當培訓的心理健康專業人員。治療普通醫生沒有普遍認識或理解的心理健康問題時，要獲得適當的治療和服務是相當有挑戰性的。艾力斯戴（Allistair）博士和胡爾（Hull）博士響應了許多其他創傷神經科學研究者（包括贝索・冯・德・克洛醫師和布魯斯·D·佩瑞（Bruce D. Perry）博士）的觀點，他們認為：

複雜的創傷表現往往被排除在研究之外，因為它們不符合研究力量所需的簡單疾病分類學分類。無論是目前還是在歷史上，在個人層面和社會面上，「不承認虐待兒童對大腦發育的嚴重影響，導致提供的治療服務不足。將新出現的關於逆境經驗的情感神經科學納入治療模式，可以將重點從自上而下的調節轉向自下而上的、基於身體的處置，從而有助於糾正這種平衡」。

## 另請參閱
- 成人依戀（英语：Attachment in adults）
- 兒童依戀（英语：Attachment in children）
- 依戀心理治療（英语：Attachment-based psychotherapy）
- 人質
- 人與人之間的連結（英语：Human bonding）
- 創傷後壓力症候群（PTSD）
- 心身醫學（英语：Psychosomatic medicine）
- 精神疾患的創傷模型（英语：Trauma model of mental disorders）
- 治療創傷倖存者的道德準則（英语：Ethical guidelines for treating trauma survivors）

## 延伸閱讀
- Anderson F, Schwartz R, Sweezy M. . PESI Publishing and Media. 2017  [2020-08-02]. ISBN 978-1-68373-087-3. （原始内容存档于2020-07-29）.
- Appleyard K, Osofsky JD. . Infant Mental Health Journal. 2003, 24 (2): 111–125  [2020-08-02]. doi:10.1002/imhj.10050. （原始内容存档于2020-01-01）.
- Bannit SP. . Quest Books. 2012  [2020-08-02]. ISBN 978-0-8356-0896-1. （原始内容存档于2020-07-29）.
- Briere J, Scott C. . SAGE Publications. 30 August 2012  [29 October 2012]. ISBN 978-1-4129-8143-9. （原始内容存档于2020-07-29）.
- Courtois C. . Elements Behavioral Health. October 12, 2014  [2020-08-02]. ISBN 978-1-941536-55-1. （原始内容存档于2020-07-29）.
- Fisher, Janina. . Routledge. 2017  [2020-08-02]. ISBN 978-0-415-70823-4. （原始内容存档于2020-07-29）.
- Fisher S.  (PDF). Association for Applied Psychophysiology and Biofeedback. 2010, 38 (1): 6–8  [2020-08-02]. （原始内容存档 (PDF)于2016-08-20）.
- Fisher S. . W.W. Norton and Company. 2014  [2020-08-02]. ISBN 978-0-393-70786-1. （原始内容存档于2020-07-29）.
- Ford JD. . Journal of Consulting and Clinical Psychology. February 1999, 67 (1): 3–12  [2020-08-02]. PMID 10028203. doi:10.1037/0022-006X.67.1.3. （原始内容存档于2018-09-13）.
- Frewen P, Lanius R. . Norton Series on Interpersonal Neurobiology. W.W. Norton and Company. 2015  [2020-08-02]. ISBN 978-0-393-70849-3. （原始内容存档于2020-07-29）.
- International Society For The Study.  (PDF). Journal of Trauma & Dissociation. 2011, 12 (2): 115–87  [2020-08-02]. PMID 21391103. doi:10.1080/15299732.2011.537247. （原始内容存档 (PDF)于2019-07-05）.
- Odgen P, Minton K, Pain C. . W.W. Norton and Company. 2015  [2020-08-02]. ISBN 978-0-393-70613-0. （原始内容存档于2020-07-29）.
- Teicher MH, Samson JA, Anderson CM, Ohashi K. . Nature Reviews. Neuroscience. September 2016, 17 (10): 652–66. PMID 27640984. doi:10.1038/nrn.2016.111.
- van der Hart O, Mosquera D, Gonzales A.  (PDF). Persona. 2008, 2: 44–73  [2020-08-02]. （原始内容存档 (PDF)于2019-03-03）.
- van der Hart O, Nijenhuis ER, Steele K. . W.W. Norton. 2006  [2020-08-02]. ISBN 978-0-393-70401-3. （原始内容存档于2020-07-29）.
- van der Hart O, Boon S, Steele K. . Norton Series on Interpersonal Neurobiology. Norton Publishing. 2016  [2020-08-02]. ISBN 978-0-393-70759-5. （原始内容存档于2020-07-29）.
- van der Kolk B. . Penguin. 2015  [2020-08-02]. ISBN 978-0-14-312774-1. （原始内容存档于2020-07-29）.
- van der Kolk BA. . Annals of the New York Academy of Sciences. July 2006, 1071 (1): 277–93. Bibcode:2006NYASA1071..277V. PMID 16891578. S2CID 28935850. doi:10.1196/annals.1364.022.
- van der Kolk B.  (PDF). Psychiatric Annals. 2005: 401–408  [2020-08-02]. （原始内容存档 (PDF)于2017-11-16）.
- van der Kolk BA, Stone L, West J, Rhodes A, Emerson D, Suvak M, Spinazzola J.  (PDF). The Journal of Clinical Psychiatry. June 2014, 75 (6): e559–65  [2020-08-02]. PMID 25004196. doi:10.4088/JCP.13m08561. （原始内容 (PDF)存档于2018-03-04）.
- Walker P. . CreateSpace Independent Publishing Platform. December 2013. ISBN 978-1-4928-7184-2.[]

## 外部連結
- CPTSD介紹與創傷反應類型4F （页面存档备份，存于）
- 中的“創傷後症候群”
- APA practice parameters for assessment and treatment for PTSD (Updated 2017)（页面存档备份，存于）